# Бехейт, Бенони
Бенони Бехейт (нидерл. Benoni Beheyt; род. 27 сентября 1940, в  Звейнарде, провинция Восточная Фландрия, Бельгия) — бельгийский профессиональный шоссейный велогонщик в 1962-1968 годах. Чемпион мира в групповой гонке среди профессионалов (1963).  

## Достижения
1958
2-й Чемпионат Бельгии — Групповая гонка (дебютанты)
1960
7-й  летние Олимпийские игры — Групповая гонка
1961
3-й Омлоп Хет Ниувсблад (U23)
1962
1-й Брюссель — Ингойгем
1-й — Этап 2 Тур Пикардии
2-й Tour du Nord — Генеральная классификация
1-й — Этап 1
3-й Париж — Тур
1963
1-й  Чемпион мира — Групповая гонка (проф.)
1-й Гент — Вевельгем
1-й Гран-при Фурми
3-й Гран-при Денена
1964
1-й Тур Бельгии — Генеральная классификация
1-й — Этап 22а Тур де Франс
1-й — Этапы 1 и 2 Circuit du Provençal
2-й Париж — Рубе
2-й Тур Фландрии
2-й Натионале Слёйтингспрейс
3-й Париж — Брюссель
4-й Гент — Вевельгем
4-й Париж — Тур
5-й Супер Престиж Перно
1965
2-й Брюссель — Ингойгем
3-й Три дня Западной Фландрии

### Гранд-туры
| Гранд-тур                 | 1963 | 1964 | 1965 |
| ------------------------- | ---- | ---- | ---- |
| Джиро д’Италия            | —    | —    | —    |
| Тур де Франс              | 49   | 49   | 47   |
| (c 2010 ) Вуэльта Испании | —    | —    | —    |

| —  | Не участвовал  |
| НФ | Не финишировал |